# Giovanni Leone
Giovanni Leone, född 3 november 1908 i Neapel, död 9 november 2001 i Rom, var en italiensk politiker och jurist. 

## Biografi
Leone var son till en framstående advokat och tog själv examen i juridik 1929. Han var medlem av kristdemokratiska partiet för vilket hans far var en av grundarna i hans hemstad. Han valdes till den italienska konstituerande församlingen 1946. Som medlem av högerfraktion av sitt parti, valdes han till italienska deputeradekammaren 1948, en plats som han innehade till 1963.
Leone var den sjätte av Italiens presidenter från den 29 december 1971 till den 15 juni 1978. Tidigare var han Italiens premiärminister i två omgångar 1963 och 1968. Åren 1955–1963 var Leone talman i Italiens deputeradekammare.